# إيفرت ساندرز
إيفرت ساندرز (بالإنجليزية: Everett Sanders)‏ هو محامي وأمين سر وسياسي أمريكي، ولد في 8 مارس 1882، وتوفي في 12 مايو 1950. حزبياً، نشط في الحزب الجمهوري. وقد انتخب عضو مجلس النواب الأمريكي.

## روابط خارجية
- إيفرت ساندرز على موقع إن إن دي بي (الإنجليزية)